# Sidney Preston Osborn
Sidney Preston Osborn, född 17 maj 1884 i Phoenix i Arizonaterritoriet, död 25 maj 1948 i Phoenix i Arizona, var en amerikansk demokratisk politiker. Han var den 7:e guvernören i delstaten Arizona 1941–1948. Han avled i ämbetet.
Osborn studerade vid Georgetown University och tjänstgjorde som delstatens statssekreterare 1912–1919.
Han vann fyra guvernörsval i rad. Guvernörens mandatperiod var på 1940-talet två år, medan den numera är fyra år i Arizona. Han insjuknade i ALS under den fjärde mandatperioden.
Osborns grav finns på Greenwood Memory Lawn Cemetery i Phoenix.